# Ramón Agirre Lasarte
Ramon Agirre Lasarte (San Sebastián, Guipúzcoa, 1954) es un actor, humorista, escritor y pintor español que ha desarrollado la gran mayoría de su trabajo en su lengua materna, el euskera. No obstante, también ha participado en diferentes producciones internacionales en otras lenguas.

## Biografía
Nació en el barrio donostiarra de Amara. Aunque estudió arquitectura en la Universidad de Valladolid y en su ciudad natal, tras estudiar interpretación en la Escuela de Arte Dramático del Gobierno Vasco su vida laboral ha estado ligada al campo de la actuación desde 1983.
Entre las películas de mayor reconocimiento en las que ha participado figura Handia, ganadora de diez premios Goya en 2018 y del premio del Festival Internacional de Cine de San Sebastián, y otras como Amour, dirigida por Michael Haneke y galardonada con la Palma de oro en el Festival de Cannes el año 2012, o la exitosa El día de la bestia.

## Teatro (selección)
̈* 2016. Heroiak (Héroes), junto a Joxe Ramon Soroiz y Kandido Uranga y dirigida por Begoña Bilbao Lejarzegi

## Cine
| Año  | Título                               | Personaje            | Dirección                           |
| ---- | ------------------------------------ | -------------------- | ----------------------------------- |
| 2024 | Norbert(a)                           | Manolo               | Sonia Escolano y Belén López Albert |
| 2024 | Ehiza (cortometraje)                 | Eneko                | Aitzol Saratxaga                    |
| 2024 | Nina                                 | Esteban              | Andrea Jaurrieta                    |
| 2023 | El maestro que prometió el mar       | Emilio adulto        | Patricia Font                       |
| 2022 | Irati                                | Virila               | Paul Urkijo Alijo                   |
| 2020 | Begirada                             | Hombre conduciendo   | Yago Mateo                          |
| 2019 | Agur Etxebeste!                      | Patrizio             | Asier Altuna y Telmo Esnal          |
| 2019 | El silencio de la ciudad blanca      | Garrido Stocker      | Daniel Calparsoro                   |
| 2018 | Black is Beltza                      | Xebero (voz)         | Fermín Muguruza                     |
| 2018 | Asesinato en la universidad          | Iñaki Peñafiel       | Santiago Montemayor                 |
| 2018 | Oreina (Ciervo)                      | Martín               | Koldo Almandoz                      |
| 2017 | Bajo la piel de lobo                 | Ubaldo               | Samu Fuentes                        |
| 2017 | For the Good Times (cortometraje)    | Antonio              | Andrés Daniel Sainz                 |
| 2017 | Errementari (El herrero y el diablo) | Alfredo              | Paul Urkijo Alijo                   |
| 2017 | Operación Concha                     | Sabino               | Antonio Cuadri                      |
| 2017 | Handia                               | Antonio Eleizegi     | Aitor Arregi y Jon Garaño           |
| 2016 | Plan de fuga                         | Gero                 | Iñaki Dorronsoro                    |
| 2016 | Je t'aime Louis (cortometraje)       | Lorentzo             | Iñaki Elizalde                      |
| 2016 | La reina de España                   | Los de la "Secreta"  | Fernando Trueba                     |
| 2016 | Mañana (cortometraje)                | Vicente              | Manu Aguilar                        |
| 2016 | Kalebegiak (El punto ciego)          | Nicanor              | Iñaki Camacho                       |
| 2016 | Igelak (Ranas)                       | Abogado              | Patxo Telleria                      |
| 2016 | Haiku, 1975 (cortometraje)           | Entrevistador 1      | Andrés Daniel Sainz                 |
| 2016 | Julieta                              | Inocencio portero    | Pedro Almodóvar                     |
| 2015 | Palmeras en la nieve                 | Padre Rafael         | Fernando González Molina            |
| 2015 | Txarriboda (La matanza)              | Inspector            | Alvar Gordejuela y Javier Rebollo   |
| 2014 | A escondidas                         | Padre Rafa           | Mikel Rueda                         |
| 2013 | Alaba Zintzoa (La buena hija)        | Andoni               | Alvar Gordejuela y Javier Rebollo   |
| 2013 | La herida                            | Padre de Ana         | Fernando Franco                     |
| 2013 | Arconada (cortometraje)              | Psicólogo            | Asier Urbieta                       |
| 2012 | Deus et machina (cortometraje)       | Deus trabajador      | Koldo Almandoz                      |
| 2012 | Baztan                               | Padre Martín         | Iñaki Elizalde                      |
| 2012 | Amour                                | Esposo conserje      | Michael Haneke                      |
| 2012 | [REC]³: Génesis                      | Danilo               | Paco Plaza                          |
| 2011 | Zeinek gehiago iraun                 | Doctor               | Gregorio Muro                       |
| 2011 | Arriya (La piedra)                   | Antxon               | Alberto Gorritiberea                |
| 2010 | Mystikal                             | Ambrosius            | Ángel Alonso                        |
| 2009 | Forjados (cortometraje)              | Jefe                 | Asier Iza                           |
| 2009 | La máquina de pintar nubes           | Cortés               | Aitor Mazo y Patxo Telleria         |
| 2009 | Sukalde kontuak (Secretos de cocina) | Accidentado          | Aitzpea Goenaga                     |
| 2007 | Las 13 rosas                         | Abogado defensor     | Emilio Martínez Lázaro              |
| 2007 | Tocar el cielo                       | Paco                 | Marcos Carnevale                    |
| 2006 | Locos por el sexo                    | Policía municipal    | Javier Rebollo                      |
| 2005 | Aupa Etxebeste!                      | Patrizio Etxebeste   | Asier Altuna y Telmo Esnal          |
| 2005 | Pasos                                | Inspector de policía | Federico Luppi                      |
| 2004 | Frío sol de invierno                 | Vecino tendero       | Pablo Malo                          |
| 2004 | XXL                                  | El Lejía             | Julio Sánchez Valdés                |
| 2004 | Héctor                               | Barman de hotel      | Gracia Querejeta                    |
| 2003 | El final de la noche                 | Germán               | Patxi Barko                         |
| 2002 | El rey de la granja                  | Conductor            | Gregorio Muro y Carlos Zabala       |
| 2002 | Tercero B (cortometraje)             | Desconocido          | Jose Mari Goenaga                   |
| 2001 | Visionarios                          | Cura                 | Manuel Gutiérrez Aragón             |
| 2001 | Mi hijo Arturo                       | Forense judicial     | Pedro Costa                         |
| 1998 | La hora de los valientes             | Portero              | Antonio Mercero                     |
| 1998 | Pase negro (cortometraje)            | Jugador de cartas    | Patxi Barko                         |
| 1997 | Suerte                               | Mendigorría          | Ernesto Tellería                    |
| 1996 | Menos que cero                       | Periodista           | Ernesto Tellería                    |
| 1996 | Zapico                               |                      | Rafael Bernases                     |
| 1995 | Hotel y domicilio                    | Ramiro               | Ernesto del Río                     |
| 1995 | El día de la Bestia                  | Tipo del coche       | Santiago Segura                     |
| 1995 | Sálvate si puedes                    | Secretario judicial  | Joaquín Trincado                    |
| 1995 | Adiós Toby, adiós                    | Padre                | Ramón Barea                         |
| 1992 | Offeko maitasuna (Amor en off)       |                      | Koldo Izaguirre                     |
| 1991 | La gente de la Universal             | Gastón Arzuaga       | Felipe Aljure                       |
| 1991 | Santa Cruz, el cura guerrillero      | Jabonero             | José María Tuduri                   |
| 1989 | Ander eta Yul                        | Inspector            | Ana Díez                            |
| 1988 | Udazkeneko euria (Lluvia de otoño)   |                      | José Ángel Rebolledo                |
| 1988 | Karlistadaren kronika 1872-1876      | Policarpo periodista | J. M. Tuduri                        |
| 1988 | Música de viento                     |                      | Roberto Gómez Bolaños               |
| 1987 | A los cuatro vientos                 | José Antonio Aguirre | José A. Zorrilla                    |
| 1987 | Kareletik                            |                      |                                     |
| 1987 | Por la borda                         |                      | Anjel Lertxundi                     |
| 1986 | 27 ordu                              | Pedro                |                                     |
| 1986 | Petit casino (cortometraje)          |                      | Juan Luis Mendiaraz                 |
| 1986 | Iniciativa privada                   |                      |                                     |
| 1985 | Ehun metro (cortometraje)            |                      | Alfonso Ungría                      |

## Series (selección)
- DBH
- El incidente
- Duplex
- Flamingo berria
- Cuéntame como paso (Episodio T.1x26)
- Bi eta bat
- Benta Berri
- Balbemendi
- Bertan Zoro
- Goenkale
- Eskamak kentzen
- Go!azen
- Médico de familia
- En el corredor de la muerte
- Aquí no hay quien viva- Ernesto (Episodio T.3x32)
- La casa de papel (Parte 4 y 5)[3]

## Literatura

### Poesía
- Eta zergatik ez?... Sigrid (1983, Susa): Eneko Olasagasti, Gorka Setien eta Maripi Solbesekin batera

### Teatro
- 1994. Errenta (Kutxa)
- 2008. El método Gronholm (Kutxa)